# Kyle Vander-Kuyp
Kyle Bernard Vander-Kuyp (né le 30 mai 1971 à Paddington) est un athlète australien spécialiste des haies hautes (60 et 110 mètres). Il est l'actuel détenteur du record d'Océanie de ces deux disciplines respectivement en 7 s 73 (réalisés à Barcelone en 1995 et à Paris-Bercy en 1997) et en 13 s 29 (réalisés à Göteborg en 1995). Il mesure 1,92 m pour 76 kg.

## Biographie
C’est un aborigène d'Australie (Worimi et Yuin) adopté peu après sa naissance.

### Palmarès
| Date | Compétition                   | Lieu         | Résultat | Épreuve     | Performance |
| ---- | ----------------------------- | ------------ | -------- | ----------- | ----------- |
| 1990 | Championnats du monde juniors | Plovdiv      | 3e       | 110 m haies | 13 s 85     |
| 1994 | Jeux du Commonwealth          | Victoria     | 5e       | 110 m haies | 13 s 75     |
| 1995 | Championnats du monde         | Göteborg     | 5e       | 110 m haies | 13 s 30     |
| 1996 | Jeux olympiques               | Atlanta      | 7e       | 110 m haies | 13 s 40     |
| 1998 | Jeux du Commonwealth          | Kuala Lumpur | 5e       | 110 m haies | 13 s 67     |

### Records
| Épreuve          | Performance  | Lieu        | Date         |
| ---------------- | ------------ | ----------- | ------------ |
| 60 mètres haies  | 7 s 73 (AR)  | Barcelone   | 11 mars 1995 |
| 60 mètres haies  | 7 s 73 (AR)  | Barcelone   | 12 mars 1995 |
| 60 mètres haies  | 7 s 73 (AR)  | Paris-Bercy | 8 mars 1997  |
| 110 mètres haies | 13 s 29 (AR) | Göteborg    | 11 août 1995 |